# Серебрянська ГЕС 1
Серебрянська ГЕС 1 — гідроелектростанція у Мурманській області Росії. Знаходячись перед Серебрянською ГЕС 2, становить верхній ступінь каскаду на річці Ворон'я, яка витікає з Ловозера та впадає до губи Ворон'я (Баренцове море).
У межах проекту річку перекрили кам'яно-накидною греблею із моренним ядром висотою 78 метрів та довжиною 1820 метрів, до якої прилягає земляна дамба висотою 8 метрів та довжиною 590 метрів. Крім того, для закриття сідловин знадобились чотири земляні дамби загальною довжиною 1077 метрів. Разом ці споруди утримують водосховище, котре включило у себе згадане вище Ловозеро та має площу поверхні 556 км2 і об'єм 4174 млн м3 (корисний об'єм 1667 млн м3).
За два кілометрів праворуч від греблі починається підвідний канал довжиною 1,6 км, який переходить у три напірні водоводи довжиною по 267 метрів зі спадаючим діаметром від 5,6 до 5,2 метра. Основне обладнання станції становлять три турбіни типу Каплан потужністю по 68,3 МВт, які використовують напір у 76 метрів та забезпечують виробництво 550 млн кВт-год електроенергії на рік.
Відпрацьована вода повертається у річку по відвідному каналу довжиною 0,1 км.
Видача продукції відбувається по ЛЕП, розрахованим на роботу під напругою 330 кВ, 150 кВ та 35 кВ.
Зведення греблі потребувало 5,2 млн м3 матеріалу, всього ж під час будівництва комплексу провели відсипку у споруди 6 млн м3. Крім того, здійснили екскавацію 1 млн м3 ґрунту та 0,67 млн м3 скельних порід і використали 84 тис. м3 бетону.